# Graziana lacheineri
Graziana lacheineri is een slakkensoort uit de familie van de Hydrobiidae. De wetenschappelijke naam van de soort is voor het eerst geldig gepubliceerd in 1853 door Küster.